# Igor Krasnov
Pour les articles homonymes, voir Krasnov.
Igor Viktorovitch Krasnov (И́горь Ви́кторович Красно́в), né le 24 décembre 1975 à Arkhanguelsk, est un juriste et homme d'État russe, procureur général de la fédération de Russie depuis le 22 janvier 2020, et membre non-permanent du Conseil de sécurité de Russie depuis le 3 février 2020. Il est également membre du Conseil auprès du président de la fédération de Russie chargé de la lutte anti-corruption depuis le 13 février 2020.
Du 30 avril 2016 au 22 janvier 2020, il est vice-président du Comité d'enquête de la fédération de Russie, et pendant de longues années il est confident d'Alexandre Bastrykine.
Il est anciennement mieux connu en tant qu'enquêteur principal pour des affaires particulièrement importantes auprès du président du Comité d'enquête de Russie (2011-2016), qui a mené l'enquête criminelle sur l'assassinat de la famille impériale et le vol des fonds alloués à la construction du cosmodrome Vostotchny.

## Biographie
Il commence sa carrière d'enquêteur dans le raïon de Kholmogory de l'oblast d'Arkhanguelsk.
Il est diplômé en 1998 de la faculté de droit de l'université d'État Lomonossov d'Arkhanguelsk.

### Service dans les organes d'enquête
Il rejoint le parquet en 1997. De 2006 à 2007, il est enquêteur de l'appareil central du Parquet général. En 2007, il entre au Comité d'enquête du Bureau du procureur général de la fédération de Russie. Après la formation en 2011 du nouveau Comité d'enquête de la fédération de Russie, il travaille au bureau central de l'ICR, comme enquêteur principal pour des affaires particulièrement importantes sous la direction du président du Comité d'enquête.
Il enquête sur des affaires qui provoquent une grande résonance dans le pays, comme les activités de groupes radicaux ultra-nationalistes russes, affaire connue comme l'«organisation de combat des nationalistes russes»; il enquête sur les assassinats de Stanislav Markelov et Anastasia Babourova en 2009, l'attentat contre Anatoli Tchoubaïs, l'assassinat du juge du tribunal municipal de Moscou Edouard Tchouvachov, le meurtre du champion du monde de boxe thaï Mouslim Abdoullaïev, le meurtre des «antifascistes» Fiodor Filatov et Ivan Khoutorskoï.
Le 28 février 2015, il dirige le groupe d'enquête sur l'affaire de l'assassinat de Boris Nemtsov,,, puis renvoie l'affaire pour enquête au major-général Nikolaï Toutevitch à la suite de sa nomination à un poste supérieur. Il dirige l'équipe d'enquête chargée d'enquêter sur le crime commis par le « tireur de Belgorod », Sergueï Pomazoun.
Krasnov mène une enquête sur le cas de l'ex-colonel du ministère de l'Intérieur Dmitri Zakhartchenko. De septembre 2014 à mars 2015, il enquête sur le vol des fonds alloués à la construction du cosmodrome de Vostotchny. En 2015, il dirige l'équipe chargée d'enquêter sur l'assassinat de la famille impériale russe. En 2015-2016, il est chef par intérim de la Direction principale d'enquête sur des affaires particulièrement importantes du Comité d'enquête de Russie. 
Le 30 avril 2016, il est nommé vice-président du Comité d'enquête de la fédération de Russie.

### Procureur général de la fédération de Russie

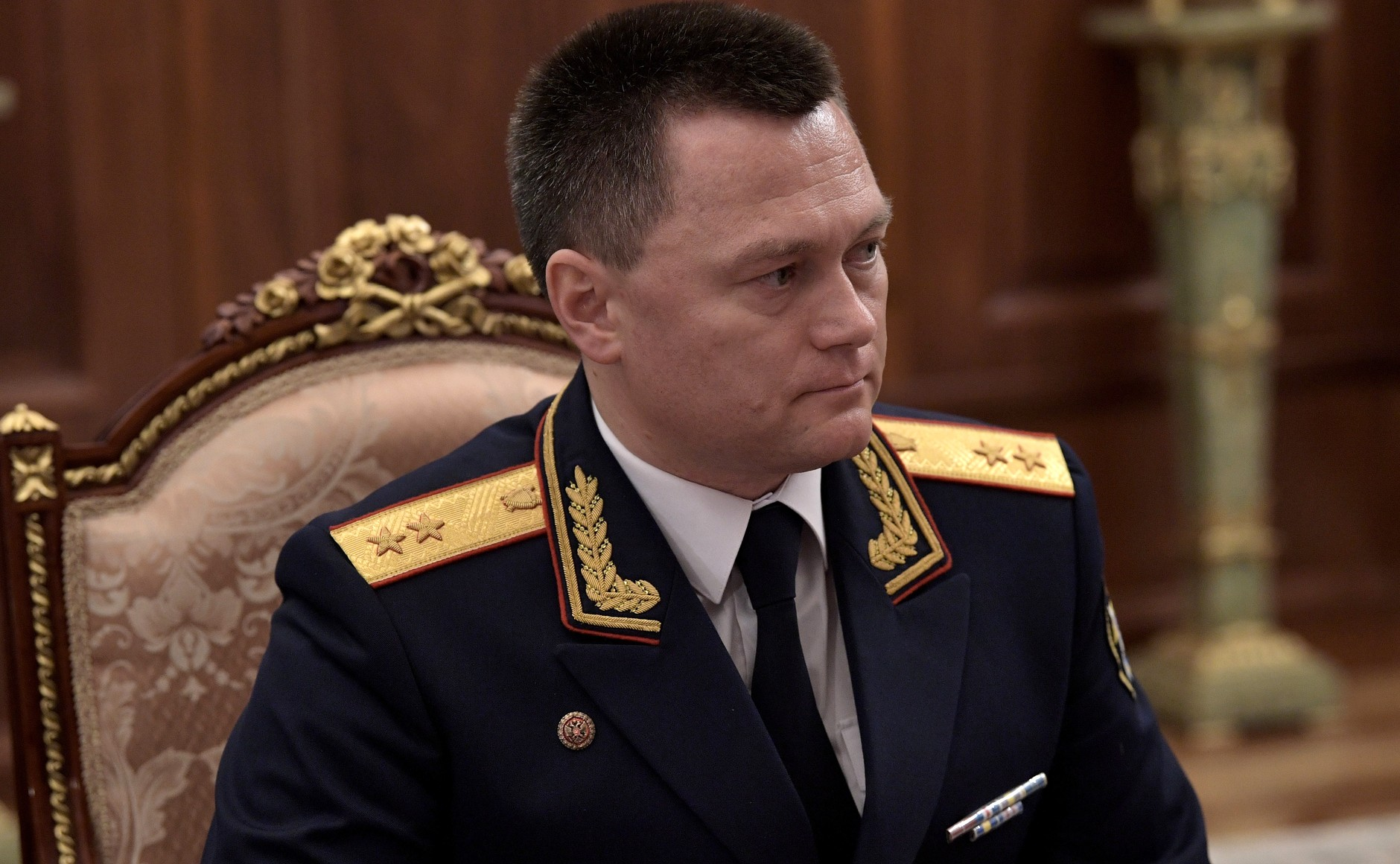
Igor Krasnov le 21 janvier 2020.

Le 20 janvier 2020, le président Vladimir Poutine propose la candidature d'Igor krasnov au poste de procureur général de la fédération de Russie. Elle est approuvée par le Conseil de la fédération en séance, le 22 janvier 2020, après quoi le président de la fédération de Russie le libère du poste de vice-président du Comité d'enquête de Russie et il est nommé à la présidence du bureau de procureur général.
Le 3 février 2020, Igor Krasnov est élevé au rang de conseiller effectif de la Justice et le même jour entre au Conseil de sécurité de Russie en tant que membre non-permanent.
En mars 2021, le président Vladimir Poutine apporte son soutien à la proposition d'Igor Krasnov concernant le retrait du ministère russe de la Justice de la fonction de représentation des intérêts de la Russie devant la Cour européenne des droits de l'homme et d'autres juridictions internationales et étrangères au bureau du procureur général de la fédération de Russie.
Le 8 novembre 2021, Igor Krasnov ouvre une enquête devant la Cour suprême de la FR dans le but de supprimer l'ONG Memorial.

## Sanctions
Il est inclus dès 2021 à la liste des personnalités russes sanctionnées (gel des avoirs éventuels et interdiction de territoire) par l'Union européenne, les États-Unis et le Canada à cause de ses conclusions sur l'affaire de l'empoisonnement d'Alexeï Navalny, à cause des actions du bureau du procureur général sur les détentions à grande échelle de citoyens pendant les manifestations de masse en 2021, à cause de ses conclusions sur l'implication de Navalny dans l'affaire Yves Rocher (2012) et à cause du refus d'accès aux ressources de l'état-major régional d'Alexeï Navalny.
En réponse à l'invasion de l'Ukraine par la Russie en 2022, le Bureau de contrôle des actifs étrangers du département du Trésor américain renforce les sanctions le 6 avril 2022 contre Igor Krasnov.

## Vie privée
Igor Krasnov est le père d'une fille et ne met pas en avant sa vie privée,. Il est propriétaire de la moitié d'un appartement à Moscou dont l'autre moitié appartient à sa fille.

## Distinctions
- Ordre d'Alexandre Nevski (2021)
- Médaille de l'ordre du Mérite pour la Patrie, de IIe classe (3 décembre 2011)[29]
- Médaille des 300 ans du parquet de Russie (2022)
- Médaille Vaillance et Courage (du Comité d'enquête de la fédération de Russie)
- Médaille Pour le Mérite (du CEFR)
- Insigne d'Ho-Chi-Minh (2022) [30] (Viet Nam), etc.